# Alexander Ekert
Alexander Ekert, geboren als Alexander Eckert, (* 1875 in Österreich; † November 1920 in Madrid) war ein deutscher Theaterschauspieler, der auch in Stummfilmen mitwirkte.
Ekert wurde als „der Mann mit dem nie versiegenden Humor und dem kindlich-naiven gütigen Sinn“ bekannt. Er starb während einer Reise zu Dreharbeiten durch Spanien in Madrid. Der Deutsche Bühnenklub ehrte ihn mit einer größeren Feier am 28. November 1920 in seinen Berliner Räumlichkeiten. Drei Tage zuvor fand in der Hedwigskirche eine musikalische Gedächtnisfeier für Ekert statt. Zur eigentlichen Würdigung in en Klubräumen erschienen zahlreiche Theaterdirektoren, Gustav Rickelt hielt die Gedenkrede und hochrangige Musiker erwiesen ihm die letzte Ehre.

## Filmografie (Auswahl)
- 1919: Das Fest der Rosella
- 1919: Das Mädchen und die Männer
- 1919: Die Freundin des gelben Mannes
- 1919: Ein Frühlingstraum
- 1919: Ein Mädchen aus guter Familie
- 1919: Fidelio
- 1919: Im Schatten des Geldes
- 1919: Madame Dubarry
- 1919: Mein Wille ist Gesetz
- 1919: Pogrom
- 1919: Tropenblut
- 1920: Der Kelch der Keuschheit
- 1920: Die Fürstin Woronzoff
- 1920: Die Rache der Maud Fergusson
- 1920: Die rote Redoute
- 1920: Exzellenz Unterrock
- 1920: Ferréol. Ein Kampf zwischen Liebe und Pflicht
- 1920: Johann Baptiste Lingg
- 1920: Katharina die Große
- 1920: Menschen